# Economía de Níger

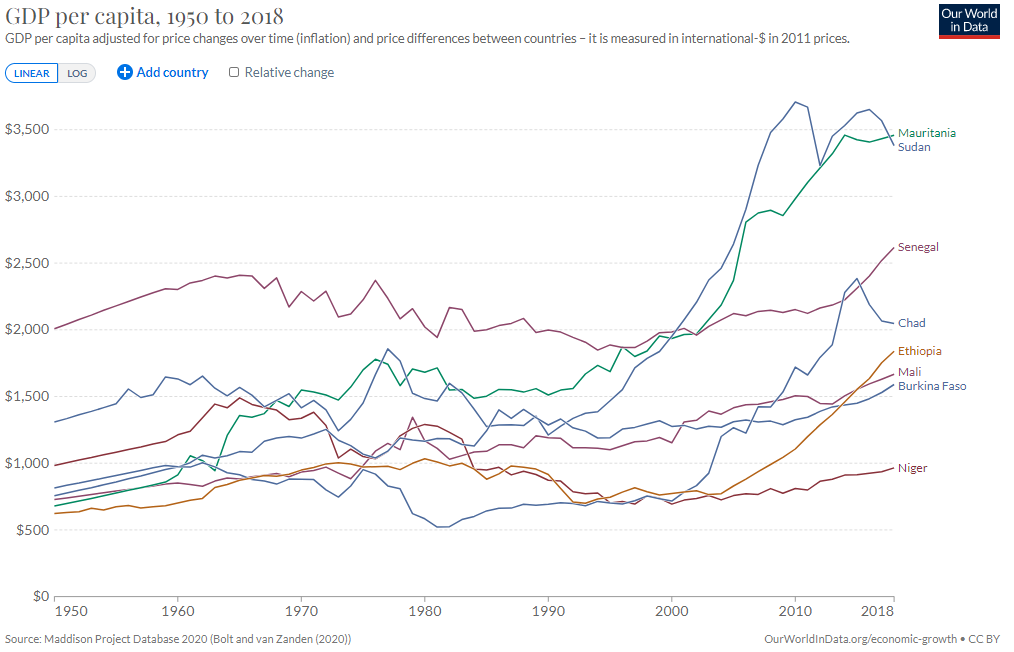
Desarrollo del PIB per cápita de los países del Sahel.

Níger tiene una economía de subsistencia basada en el pastoreo y la agricultura, así como en la minería de uranio. La agricultura contribuye con aproximadamente el 40 % del PIB y permite la subsistencia del 90 % de la población.
Las comunidades 4nómadas aprovechan el norte y el este de Níger, constituidos por el Altiplano del Djad y parte del desierto del Teneré, para el pastoreo de ganado bovino y caprino. 
El sur y el oeste, caracterizados por mayores precipitaciones, están constituidos por poblaciones sedentarias dedicadas a la agricultura de mijo y sorgo, que constituyen el alimento básico de la población. 
También es notable la exportación de cacahuete. Apenas quedan restos de los bosques que hasta mediados del siglo XX ocupaban la parte sur del territorio y que fueron talados para usarse como leña. 
La sequía de 2004 provocó una reducción de la producción de grano del 40 % y una etapa de hambruna que afecta directamente a cuatro millones de personas de las cuales 800 000 son atendidas exclusivamente a través de la ONU en campos de emergencia.
En 1970, con la ayuda de Francia, Níger comienza la explotación de las minas de uranio en su zona norte, cerca de la frontera con Argelia. En 2002 ocupa el tercer puesto como exportador mundial de mineral de uranio, acaparando este mineral el 80  % del valor total de las exportaciones del país. 
Otros productos minerales explotados en Níger son el estaño, el zinc, el molibdeno, la sal, la casiterita, el hierro y el fosfato de sodio, pero con una importancia económica menor. Las caravanas que transportan la sal a las grandes ciudades de Níger y Benín explotan artesanalmente las minas de sal de Agadez y Bilma.
La ONU alertó en junio de 2005 sobre el riesgo potencial de hambruna para algo más de 3,5 millones de nigerianos para el segundo semestre del año. En julio de ese mismo año, esta organización estableció un fondo de ayuda de 65 millones de dólares de emergencia para paliar la situación.
La industria está principalmente dirigida a la transformación y el envasado de productos agrícolas.
La balanza de pagos es desfavorable, manteniéndose un comercio activo con Francia, que importa buena parte del uranio, y con los países vecinos del sur, como Nigeria y Ghana.
Las importaciones se centran en maquinaria, petróleo, arroz y algodón.
Las inversiones extranjeras son escasas, salvo las derivadas de la explotación del uranio. 
Níger pertenece al Fondo Monetario Internacional y al Banco Mundial.

## Comercio exterior
En 2020, el país fue el 144o exportador más grande del mundo (US $ 1.4 mil millones). En términos de importaciones, en 2019 fue el 163º mayor importador del mundo: 1.400 millones de dólares.

## Sector primario

### Agricultura
En 2019, Níger produjo:
- 3,2 millones de toneladas de mijo (segundo productor mundial);
- 2,3 millones de toneladas de caupí (segundo productor mundial);
- 1,9 millones de toneladas de sorgo (noveno productor mundial);
- 1,3 millones de toneladas de cebolla;
- 543 mil toneladas de maní;
- 513 mil toneladas de mandioca;
- 410 mil toneladas de repollo;
- 386 mil toneladas de frutas;
- 320 mil toneladas de caña de azúcar;
- 310 mil toneladas de tomates;
- 260 mil toneladas de pimienta;
- 216 mil toneladas de lechuga y achicoria;
- 208 mil toneladas de mango;
- 198 mil toneladas de patata;
- 192 mil toneladas de calabaza;
- 173 mil toneladas de batata;
- 137 mil toneladas de vegetales;
- 121 mil toneladas de arroz;
- 103 mil toneladas de okra;
- 97 mil toneladas de sésamo;

Además de producciones más pequeñas de otros productos agrícolas.

### Ganadería
En 2019, Níger produjo: 776 millones de litros de leche de vaca; 391 millones de litros de leche de cabra; 163 millones de litros de [leche de oveja]; 110 millones de litros de leche de camello; 57 mil toneladas de carne de vacuno; 33 mil toneladas de carne de caza; 30 mil toneladas de carne de chivo; 19 mil toneladas de carne de pollo; 18 mil toneladas de carne de oveja; 10.000 toneladas de carne de camello, entre otras.

## Sector secundario

### Industria
El Banco Mundial enumera los principales países productores cada año, según el valor total de la producción. Según la lista de 2019, Níger tenía la 143ª industria más valiosa del mundo ($ 912 millones).

### Minería
En 2018, el país fue el sexto productor mundial de uranio. En la producción de oro, en 2017 el país produjo 1 tonelada.

### Energía
En energías no renovables, en 2020, el país fue el 77o productor mundial de petróleo, extrayendo 9.400 barriles / día. En 2011, el país consumió 5.600 barriles / día (164o mayor consumidor del mundo).

## Datos económicos básicos
- PIB - Producto Interno Bruto (2014): 7500 millones de USD.
- PIB - Per cápita: 400 USD.
- Inflación media anual: 2,6 %.
- Deuda externa (aproximada): 2.420 millones de USD.
- Importaciones: 2.120 millones de USD.
- Exportaciones: 1.410 millones de USD.